# Shark (Fernsehserie)
Shark ist eine US-amerikanische Krimiserie, die von dem Staranwalt Sebastian Stark handelt. In der Pilotfolge wechselt er die Seiten und wird Staatsanwalt. In den USA lief die Serie von September 2006 bis Mai 2008 auf dem Sender CBS. Im Mai 2008 hat der Sender CBS die Einstellung der Serie bekanntgegeben.

## Handlung
Einer von Sebastian Starks Mandanten, ein brutaler Schläger, bringt seine Frau um, nachdem er nur wenige Tage zuvor mit Starks Hilfe vor einer Verurteilung bewahrt worden war. Der Mörder hat keine Angst vor einer Strafe, weil er den Staranwalt Stark auf seiner Seite weiß. Sebastian Stark ist allerdings nicht mehr bereit, ihn zu vertreten.
Stark zieht sich vorerst aus dem Geschäft zurück, bis ihn sein Freund, der Bürgermeister Manuel Delgado, zum Chef einer neuen Sondereinheit der Staatsanwaltschaft macht.
Manuel Delgado geht diesen Schritt, um reichen Straffälligen und deren Staranwälten Einhalt zu gebieten.

## Charaktere

### Sebastian Stark
Sebastian Stark ist der Protagonist der Serie und Chef der vom Bürgermeister einberufenen Sondereinheit der Staatsanwaltschaft. Zu Beginn ist er mit seinem neuen Job nicht zufrieden und versteht sich auch mit seinem Team nicht sehr gut; er gewöhnt sich aber relativ schnell an die neuen Umstände und wird auch als Staatsanwalt fast unschlagbar. Stark verfolgt drei Mantras, welche er seinen jungen Kollegen von Anfang an unmissverständlich klarmacht.
- „Vor Gericht herrscht Krieg. Verliert man, ist man tot.“
- „Die Wahrheit ist relativ, suchen Sie sich eine aus.“
- „Da wir Geschworene haben, sind für uns nur zwölf Meinungen von Bedeutung.“

Diese drei Grundregeln macht er im Laufe der Handlung immer wieder deutlich, auch wenn manche seiner Kollegen und vor allem Jessica Devlin den Gebrauch dieser strikt ablehnen. Stark tritt der Kritik mit der Aussage entgegen: „Für Gerechtigkeit ist der liebe Gott zuständig“.
Viel mehr Probleme hat er mit seiner Tochter Julie: Er weiß, dass er in den vergangenen Jahren ein schlechter Vater war und versucht, dies wiedergutzumachen. Hierbei gibt es oft Konflikte mit Julie.

### Julie Stark
Julie Stark ist Sebastian Starks Tochter. Weil sich ihre Eltern scheiden ließen, zieht sie in der ersten Folge zu ihrem Vater. Ihre Mutter ging mit ihrem neuen Lebensgefährten nach New York City.

### Claire Stark
Claire Stark (Lindsay Frost/Orla Brady) ist Sebastians Ex-Frau und Julies Mutter. Zu Beginn der ersten Staffel zieht sie mit ihrem Verlobten nach New York und möchte ihre Tochter mitnehmen, was diese allerdings ablehnt. In der zweiten Staffel kehrt sie zurück nach L.A., da die Beziehung zu ihrem neuen Mann ebenfalls scheiterte. Sie kümmert sich um die Krisen ihrer Tochter mit deren neuem Freund Trevor, der alkohol- und drogenabhängig ist. Während sie auf Wohnungssuche ist, wohnt sie zu Gast bei ihrem Ex-Mann, welcher ihr eindeutige Avancen macht. Claire lässt sich allerdings kein weiteres Mal von Sebastian verführen und zieht kurz darauf in eine eigene Wohnung.

### Staatsanwälte
- Jessica Devlin ist Bezirksstaatsanwältin und Starks Vorgesetzte. Anfangs ist sie gegen Stark als Staatsanwalt; mit der Zeit kann sie sich aber mit ihm arrangieren und einigermaßen gut mit ihm zusammenarbeiten. Trotzdem ist sie nicht immer mit Starks Methoden einverstanden. Nach ihrer gescheiterten Wiederwahl ist sie in der 2. Staffel ein Mitglied von Starks Team.
- Raina Troy ist Staatsanwältin und die Freundin von Starks Ermittler Isaac Wright.
- Madeline Poe ist Staatsanwältin und stößt in der ersten Folge freiwillig zu Starks Spezialeinheit, um von ihm zu lernen. Sie und Casey schlafen regelmäßig miteinander, was die Arbeit aber nicht belastet oder komplizierter macht.
- Casey Woodland ist Staatsanwalt, nachdem ihm sein Vater und Senator diesen Posten gab. Nur Jessica Devlin weiß davon und erpresst ihn in der dritten Folge damit, so dass er ihr Informationen über Starks Kontakte liefern muss. Er verließ das Team mit Ende der 1. Staffel, um sich dem Wahlkampf seines Vaters zu widmen.
- Martin Allende ist Staatsanwalt. In Folge 11 rettet er ein Mädchen in einer Schießerei und wird dabei angeschossen. Er stirbt im Krankenhaus.
- Danny Reyes ist Staatsanwalt. Er stieß in der ersten Folge der zweiten Staffel zum Team. Vorher war er in der Abteilung für organisierte Kriminalität in L.A. und beschäftigte sich dort vor allem mit osteuropäischen Banden. Er hatte in seiner sechsjährigen Laufbahn die höchste Verurteilungsrate unter seinen Kollegen. Zu Anfang missfällt er Stark, doch dieser lernt ihn schnell schätzen, da er mit ihm gut am Gesetz vorbei arbeiten kann.
- Leo Cutler ist Bezirksstaatsanwalt und somit Starks Vorgesetzter ab Staffel 2. Er gewann die Wahlen gegen Jessica Devlin und hat seitdem ihren Posten inne. Stark und ihn verbindet von Anfang an eine Feindschaft – Stark hält ihn für einen „inkompetenten Arschkriecher“.
- Jordan Westlake ist eigentlich Assistentin des Generalbundesanwaltes, die nach der Ermittlung gegen Sebastian Stark dessen Team beitritt.

### Isaac Wright
Isaac Wright ist ein ehemaliger Polizist, der wegen einer falschen Zeugenaussage aus dem Dienst entlassen wurde. Starks Angebot, für ihn als Ermittler zu arbeiten, nimmt er erst nach langem Zögern an. Im Laufe der Zeit baut er eine Beziehung mit Raina auf.

### Manuel Delgado
Manuel Delgado ist der amtierende Bürgermeister. In der ersten Folge überredet er Stark zum Wechsel in die Staatsanwaltschaft. Dennoch stellt er sich bisweilen auch gegen ihn, um seine eigenen Interessen durchzusetzen.

## Besetzung
| Charakter       | Schauspieler       | Dt. Synchronsprecher | Episoden                 |
| Sebastian Stark | James Woods        | Frank Glaubrecht     | 1.01–2.16                |
| Julie Stark     | Danielle Panabaker | Anne Helm            | 1.01–2.16                |
| Jessica Devlin  | Jeri Ryan          | Anke Reitzenstein    | 1.01–2.16                |
| Raina Troy      | Sophina Brown      | Victoria Sturm       | 1.01–2.16                |
| Madeline Poe    | Sarah Carter       | Luise Helm           | 1.01–2.16                |
| Isaac Wright    | Henry Simmons      | Tobias Kluckert      | 1.02, 1.08–2.16          |
| Casey Woodland  | Sam Page           | Daniel Fehlow        | 1.01–1.22                |
| Danny Reyes     | Kevin Alejandro    | Norman Matt          | 2.01–2.16                |
| Martin Allende  | Alexis Cruz        | Nico Mamone          | 1.01–1.11                |
| Manuel Delgado  | Carlos Gómez       | Erich Räuker         | 1.01–2.09 (12 Auftritte) |
| Leo Cutler      | Kevin Pollak       | Gerald Schaale       | 2.01–2.16 (9 Auftritte)  |
| Jordan Westlake | Paula Marshall     | Antje von der Ahe    | 2.13–2.16 (3 Auftritte)  |

Jeri Ryan war aufgrund ihrer Schwangerschaft in den Episoden 2.13–2.16 nicht mehr zu sehen, wurde aber weiterhin als Hauptdarstellerin im Vorspann genannt. Für die letzten 3 Folgen wurde sie durch Paula Marshall als Staatsanwältin Jordan Westlake ersetzt.

## Episodenliste
| Nr. ges. | Nr. | Folgentitel (Deutsch)  | Folgentitel (Original)                | Erstausstrahlung Deutschland | Erstausstrahlung USA |
| -------- | --- | ---------------------- | ------------------------------------- | ---------------------------- | -------------------- |
| 1        | 1   | Seitenwechsel          | Pilot                                 | 14. Januar 2008              | 21. September 2006   |
| 2        | 2   | Eine Frage der Ehre    | LAPD Blue                             | 21. Januar 2008              | 28. September 2006   |
| 3        | 3   | Herzlos                | Dr. Feelbad                           | 28. Januar 2008              | 5. Oktober 2006      |
| 4        | 4   | Die Strandhaus-Affäre  | Russo                                 | 4. Februar 2008              | 12. Oktober 2006     |
| 5        | 5   | Rückendeckung          | In The Grasp                          | 11. Februar 2008             | 19. Oktober 2006     |
| 6        | 6   | Sklaverei              | Fashion Police                        | 18. Februar 2008             | 2. November 2006     |
| 7        | 7   | Déjà vu                | Déjà Vu All Over Again                | 25. Februar 2008             | 9. November 2006     |
| 8        | 8   | In flagranti           | Love Triangle                         | 3. März 2008                 | 16. November 2006    |
| 9        | 9   | Rotlicht               | Dial M for Monica                     | 10. März 2008                | 23. November 2006    |
| 10       | 10  | Blutsbande             | Sins of the Mother                    | 17. März 2008                | 7. Dezember 2006     |
| 11       | 11  | Schweres Kaliber       | The Wrath of Khan                     | 24. März 2008                | 4. Januar 2007       |
| 12       | 12  | Ein teuflischer Gegner | Wayne's World                         | 31. März 2008                | 18. Januar 2007      |
| 13       | 13  | Nackte Tatsachen       | Teacher's Pet                         | 7. April 2008                | 1. Februar 2007      |
| 14       | 14  | Absturz                | Starlet Fever                         | 14. April 2008               | 8. Februar 2007      |
| 15       | 15  | Scheinheilig           | Here Comes The Judge                  | 28. April 2008               | 15. Februar 2007     |
| 16       | 16  | Ausgetrickst           | Blind Trust                           | 5. Mai 2008                  | 22. Februar 2007     |
| 17       | 17  | Fehlzündung            | Backfire                              | 12. Mai 2008                 | 29. März 2007        |
| 18       | 18  | Kurzer Prozess         | Trial By Fire                         | 19. Mai 2008                 | 5. April 2007        |
| 19       | 19  | Der Pornokönig         | Porn Free                             | 26. Mai 2008                 | 12. April 2007       |
| 20       | 20  | Sturz ins Leere        | Fall From Grace                       | 2. Juni 2008                 | 19. April 2007       |
| 21       | 21  | Gehirnwäsche           | Strange Bedfellows                    | 9. Juni 2008                 | 26. April 2007       |
| 22       | 22  | Ein teuflischer Plan   | Wayne's World 2: Revenge of the Shark | 16. Juni 2008                | 3. Mai 2007          |

| Nr. ges. | Nr. | Folgentitel (Deutsch)   | Folgentitel (Original)        | Erstausstrahlung Deutschland | Erstausstrahlung USA |
| -------- | --- | ----------------------- | ----------------------------- | ---------------------------- | -------------------- |
| 23       | 1   | Russenmafia             | Gangster Movies               | 24. November 2008            | 23. September 2007   |
| 24       | 2   | Alte Schuld             | For Whom the Skel Rolls       | 1. Dezember 2008             | 30. September 2007   |
| 25       | 3   | Der Preis der Schönheit | Eye of the Beholder           | 8. Dezember 2008             | 7. Oktober 2007      |
| 26       | 4   | Tod im Stadion          | Dr. Laura                     | 15. Dezember 2008            | 14. Oktober 2007     |
| 27       | 5   | Der Anschlag            | Student Body                  | 22. Dezember 2008            | 21. Oktober 2007     |
| 28       | 6   | Sein letzter Kampf      | No Holds Barred               | 29. Dezember 2008            | 28. Oktober 2007     |
| 29       | 7   | Abgetaucht              | In Absentia                   | 5. Januar 2009               | 4. November 2007     |
| 30       | 8   | Im Fadenkreuz           | In the Crosshairs             | 12. Januar 2009              | 11. November 2007    |
| 31       | 9   | Stadt in Flammen        | Burning Sensation             | 19. Januar 2009              | 18. November 2007    |
| 32       | 10  | Der Stalker             | Every Breath You Take         | 26. Januar 2009              | 25. November 2007    |
| 33       | 11  | Ausgerockt              | Shaun of the Dead             | 2. Februar 2009              | 9. Dezember 2007     |
| 34       | 12  | Der Komplize            | Partners in Crime             | 9. Februar 2009              | 27. Januar 2008      |
| 35       | 13  | Fass ohne Boden         | Bar Fight                     | 16. Februar 2009             | 29. April 2008       |
| 36       | 14  | Pakt mit dem Teufel     | Leaving Las Vegas             | 23. Februar 2009             | 6. Mai 2008          |
| 37       | 15  | One Hit Wonder          | One Hit Wonder                | 2. März 2009                 | 13. Mai 2008         |
| 38       | 16  | Showdown                | Wayne's World 3: Killer Shark | 9. März 2009                 | 20. Mai 2008         |

## Soundtrack
Der Titelsong bezieht sich auf Starks Spitznamen „Shark“ ( [...] I'm the Devil that you need, when I'm out in the water.) Im Vorspann der zweiten Staffel ist nur noch eine Instrumentalversion zu hören, welche von VOX bereits bei den nächtlichen Wiederholungen der ersten Staffel als Outro verwendet wurde.

## Ausstrahlung

### USA
In den USA lief die Serie erstmals am 21. September 2006 auf dem Fernsehsender CBS. Es wurden 38 Episoden in zwei Staffeln gedreht und ausgestrahlt. Wegen sinkender Quoten in der zweiten Staffel sowie eines Autorenstreiks ließ der Sender die Serie einstellen.

### Deutschland
Im deutschsprachigen Raum sendete VOX vom 14. Januar 2008 an jeden Montag um 21:05 Uhr eine Episode von Shark. Der Sendeplatz wurde am 24. März 2008 nach 22:00 Uhr geändert. Obwohl die erste Staffel zufriedenstellende Einschaltquoten vorweisen konnte, verfolgten die Finalfolge dieser Staffel aufgrund eines Spiels während der Fußball-Europameisterschaft 2008 sehr wenige Zuschauer.
Eine unvollständige Auflistung gemessener Einschaltquoten und Marktanteile veranschaulicht folgende Tabelle:
| Datum           | Zuschauer | Zuschauer       | Marktanteil | Marktanteil     | Quellen |
| Datum           | Gesamt    | 14 bis 49 Jahre | Marktanteil | Marktanteil     | Quellen |
| Datum           | Gesamt    | 14 bis 49 Jahre | Gesamt      | 14 bis 49 Jahre | Quellen |
| --------------- | --------- | --------------- | ----------- | --------------- | ------- |
| 14. Januar 2008 | 2,47 Mio. | 1,50 Mio.       | 7,6 %       | 10,9 %          | [ 6 ]   |
| 24. März 2008   | –         | –               | 6,9 %       | –               | [ 7 ]   |
| 28. April 2008  | 1,93 Mio. | 1,12 Mio.       | 8,7 %       | 11,1 %          | [ 8 ]   |
| 12. Mai 2008    | –         | –               | 7,1 %       | –               | [ 9 ]   |
| 16. Juni 2008   | 0,89 Mio. | –               | 2,6 %       | 3,2 %           | [ 10 ]  |

Ab dem 23. Juni 2008 wurde die erste Staffel wiederholt.
Die zweite Staffel wurde vom 24. November 2008 bis zum 9. März 2009 ausgestrahlt. Im Anschluss wurde auch diese Staffel wiederholt. Eine unvollständige Auflistung gemessener Einschaltquoten und Marktanteile veranschaulicht folgende Tabelle:
| Datum             | Zuschauer | Zuschauer       | Marktanteil | Marktanteil     | Quellen |
| Datum             | Gesamt    | 14 bis 49 Jahre | Marktanteil | Marktanteil     | Quellen |
| Datum             | Gesamt    | 14 bis 49 Jahre | Gesamt      | 14 bis 49 Jahre | Quellen |
| ----------------- | --------- | --------------- | ----------- | --------------- | ------- |
| 24. November 2008 | 1,82 Mio. | 1,02 Mio.       | 7,7 %       | 9,8 %           | [ 12 ]  |
| 9. März 2009      | 2,13 Mio. | –               | –           | 11,2 %          | [ 13 ]  |

## Kritik
„Die Serie bietet mit hohem Budget und einem klasse Hauptdarsteller inszenierte Krimi-Unterhaltung“, schreibt Serienjunkies, sieht in Shark jedoch zugleich einen „eher billigen Abklatsch des genialen Dr. House“. Insgesamt ist das Urteil: „Eine unterdurchschnittlich interessante Krimiserie, die von ihrem genial aufspielenden Hauptdarsteller James Woods auf überdurchschnittliches Niveau hochgezogen wird.“